# Kask

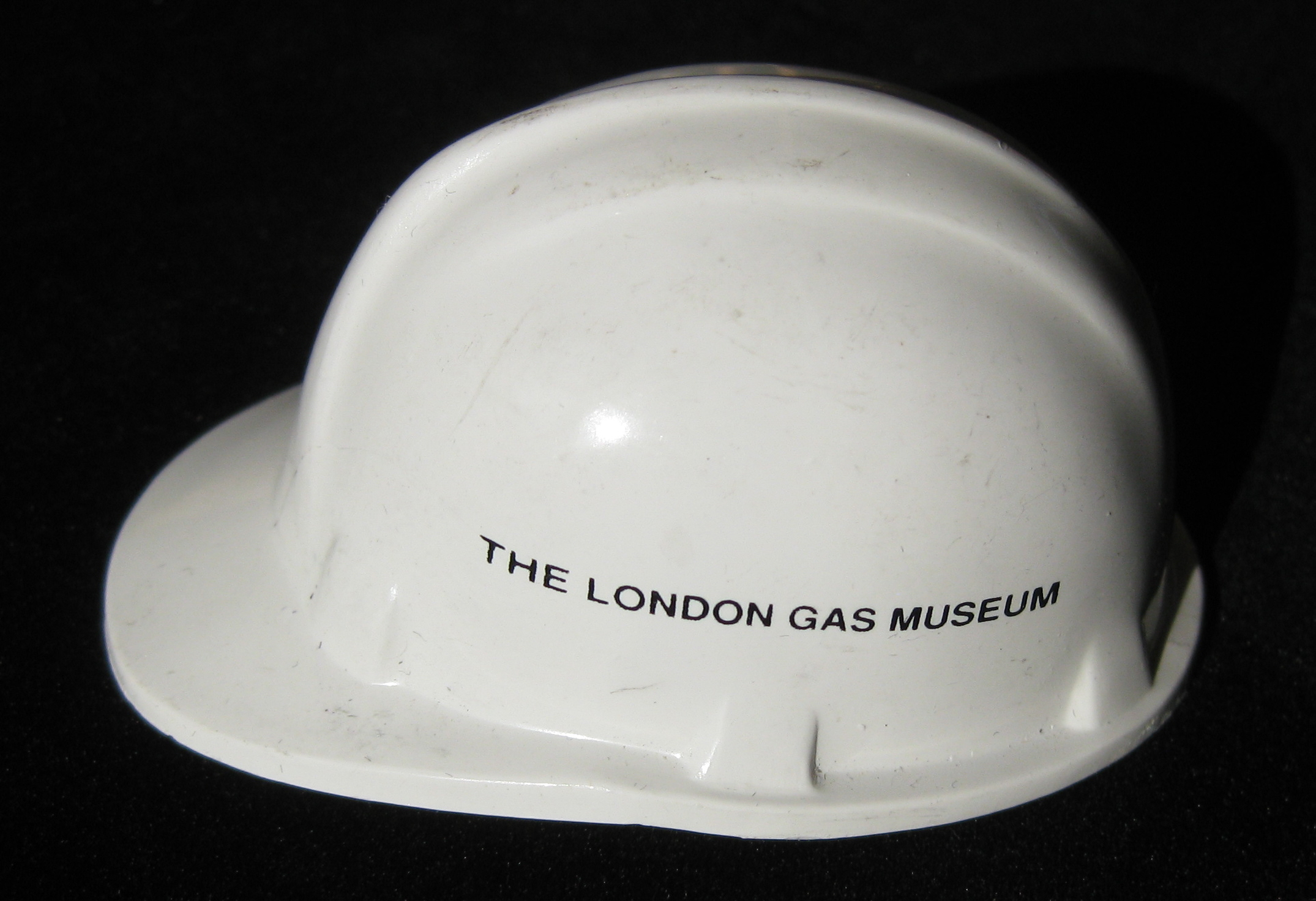
Kask budowlany

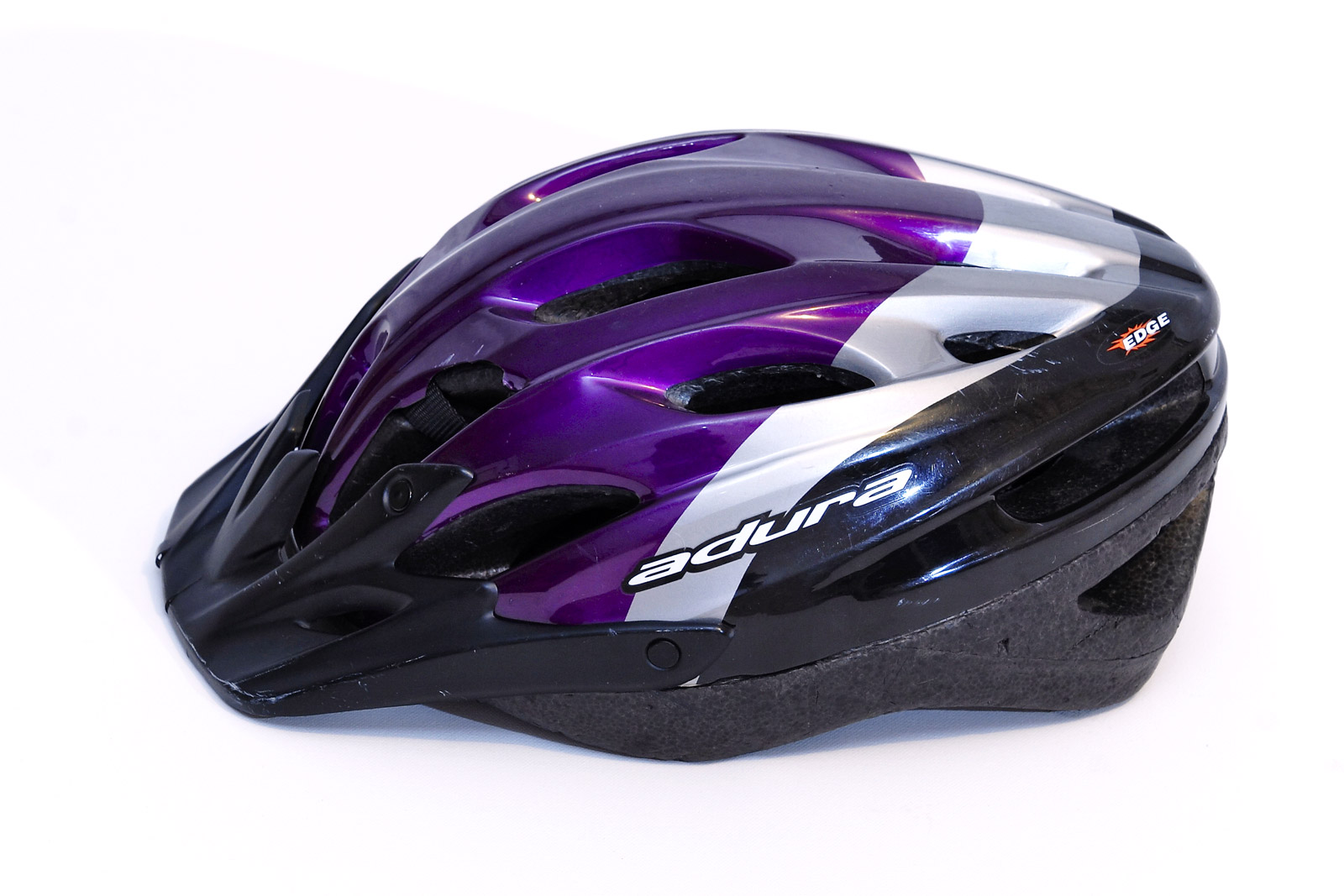
Kask rowerowy

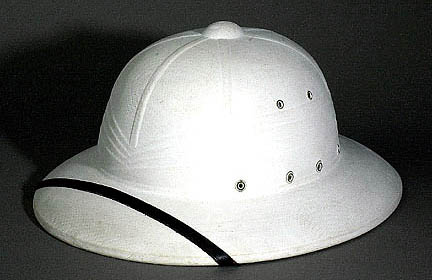
Kask tropikalny Harry'ego Trumana

Kask (z fr. casque) – rodzaj ochronnego nakrycia głowy używanego przez wiele grup zawodowych oraz osoby uprawiające sport. W zależności od przeznaczenia posiadają zróżnicowaną konstrukcję.
Pierwotnie termin kask odnosił się do zachodnioeuropejskich hełmów dragonów i kirasjerów, używanych od końca XVIII do początku XX wieku. Współcześnie kaskami (w odróżnieniu od wojskowych hełmów) określa się ochronne nakrycia głowy stosowane w zakresie cywilnym (jednak niektóre z cywilnych kasków nadal tradycyjnie nazywane są „hełmami” jak np. hełmy górnicze).
Kaski szczególną popularność zdobyły w budownictwie i w sportach motorowych, stosowane są jednak wszędzie tam, gdzie użytkownik narażony jest na urazy głowy. Wykonywane są ze zróżnicowanych materiałów (przede wszystkim z tworzyw sztucznych). Zaopatrzone są w fasunek i często w pasek podbródkowy, niekiedy również w osłonę twarzy.

## Rodzaje kasków
- Kask budowlany
- Kask hokejowy
- Kask górniczy
- Kask motocyklowy
- Kask narciarski
- Kask strażacki
- Kask rowerowy
- Kask tropikalny
- Kask bokserski
- Kask futbolowy
- Kask do kajakarstwa górskiego
- Kask wspinaczkowy
- Kask jeździecki